# Пенная ванна (мультфильм)
Пенная ванна (венг. Habfürdő) — венгерский музыкально-романтический анимационный фильм, выпущенный в 1980 году режиссёром и сценаристом Дьёрдем Коваснаи. Музыку к анимационному фильму написал Янош Масик.

## Сюжет
Жолт Мохай, сорокалетний декоратор интерьеров, в день своей свадьбы внезапно понимает, что не хочет жениться. В попытке избежать церемонии он обращается к Анне, подруге невесты, с просьбой притвориться больной и сорвать свадьбу. Пока Клари, невеста Жолта, отправляется за Анной с боксером Нандором, Жолт прячется в квартире, маскируется под водолаза, сталкивается с парализованной тётей Анны и даже случайно нокаутирует пьяного боксера. Однако, услышав признание Клари о прошлых романах, он внезапно меняет решение и соглашается на брак.
Анна, влюбившаяся в Жолта, чувствует себя преданной и уходит, шокированная показной нежностью влюблённых пар вокруг. Год спустя Жолт снова навещает Анну — теперь она стала студенткой-медиком, как он когда-то и советовал, — и приглашает её на крестины своего сына. Тем временем Клари, не желая отставать от Анны, неожиданно заявляет мужу, что тоже собирается стать врачом, что намекает на продолжающееся соперничество между двумя женщинами.

## Над фильмом работали
- Производство: Паннония
- Режиссёр: Дьёрдь Коваснаи
- Сценарист: Дьёрдь Коваснаи
- Оператор: Арпад Лошонци
- Композитор: Янош Машик
- Монтажёр: Магда Хап

## Роли озвучивали
- Альберт Анталфи — Жольт
- Кати Бонтовиц — Клари
- Анна Папп — Анико
- Арань Соги — тетя София